# Xã Farm Island, Quận Aitkin, Minnesota
Xã Farm Island (tiếng Anh: Farm Island Township) là một xã thuộc quận Aitkin, tiểu bang Minnesota, Hoa Kỳ. Năm 2010, dân số của xã này là 1.099 người.